# Darwin Was Right
Darwin Was Right er en amerikansk stumfilm fra 1924 af Lewis Seiler.

## Medvirkende
- Nell Brantley som Alice
- George O'Hara som Robert Lee
- Stanley Blystone som Courtney Lawson
- Dan Mason som Henry Baldwin
- Lon Poff som Egbert Swift
- Bud Jamison som Alexander
- Merta Sterling som Liza
- Nora Cecil som Priscilla
- David Kirby